# Alessia Gennari
Alessia Gennare, född 3 november 1991 är en italiensk volleybollspelare (vänsterspiker). Hon har på klubbnivå spelat för Unicom Starker Kerakoll Sassuolo, Crovegli Cadelbosco, Pallavolo Villanterio, River Volley, Chieri Torino Volley Club, Volleyball Casalmaggiore, Volley Bergamo, UYBA Volley, Unione Sportiva Pro Victoria Pallavolo Monza, Imoco Volley och LOVB Austin. Med lagen har hon vunnit italienska mästerskapen fyra gånger, CEV Champions League en gång (2023/2024) och CEV Cup en gång (2018/2019).
Hon debuterade i seniorlandslaget 2011 och har med laget vunnit guld vid EM 2021 och Volleyball Nations League 2022